# Mönchmühle Ravensburg

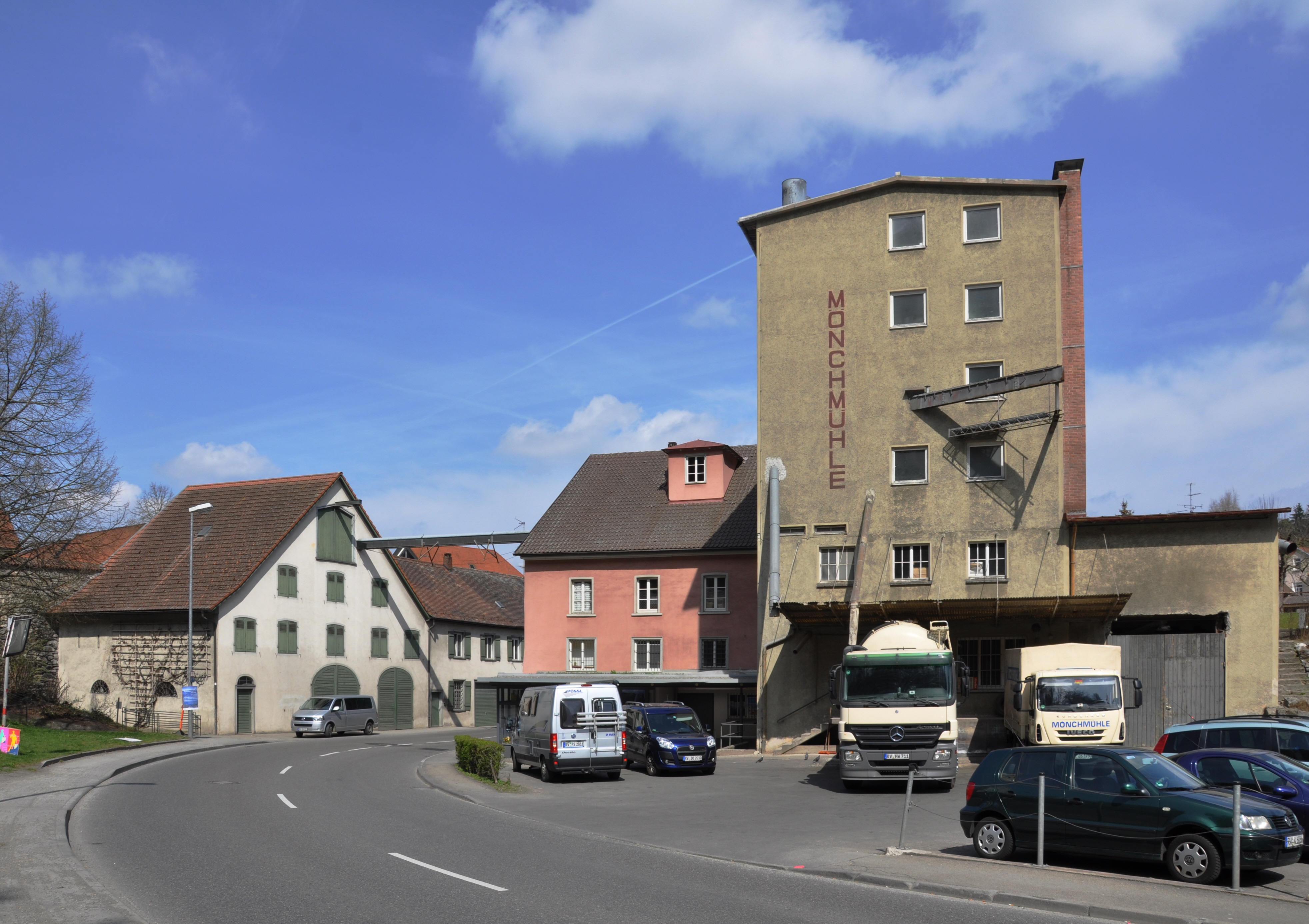
Mönchmühle in Ravensburg

Die August Schuler Mönchmühle OHG (umgangssprachlich „Schulers Mühle“ genannt) war eine handwerkliche Getreidemühle in Ravensburg. Die ehemaligen Mühlengebäude liegen am Rande der Ravensburger Altstadt zu beiden Seiten der Leonhardstraße (Bundesstraße 32).

## Geschichte
Die Mönchmühle, erstmals 1312 in den Quellen erwähnt, gehörte ursprünglich zum Dominikanerinnenkloster Löwental und ging um 1450 in den Besitz der Ravensburger Karmeliter über. Nach mehreren Besitzerwechseln ab 1807 wurde sie 1860 von Müllermeister Wilhelm Schuler erworben. Seitdem war die Mühle als Familienunternehmen fünf Generationen im Besitz der Familie Schuler. Der Übergang auf die sechste Generation scheiterte.

## Technik
Die Mühle war eine typische Wassermühle. Sie war das letzte noch intakte von ehemals über 30 Wassertriebwerken am Flappach, einem kleinen Bach, der die Vorstadt Ölschwang und die Ravensburger Altstadt durchfließt und im Westen der Stadt in die Schussen mündet.
Die vom Flappach angetriebene Francisturbine wurde 1923–1925 erbaut und von April bis Juni 2002 überholt.
Technische Daten:
- Hersteller: Escher Wyss AG Ravensburg
- Gefälle: 5,70 m
- Wassermenge: 300 l/s
- Ausbauleistung: 11,5 kW
- Jahresarbeit: 75.000 kWh

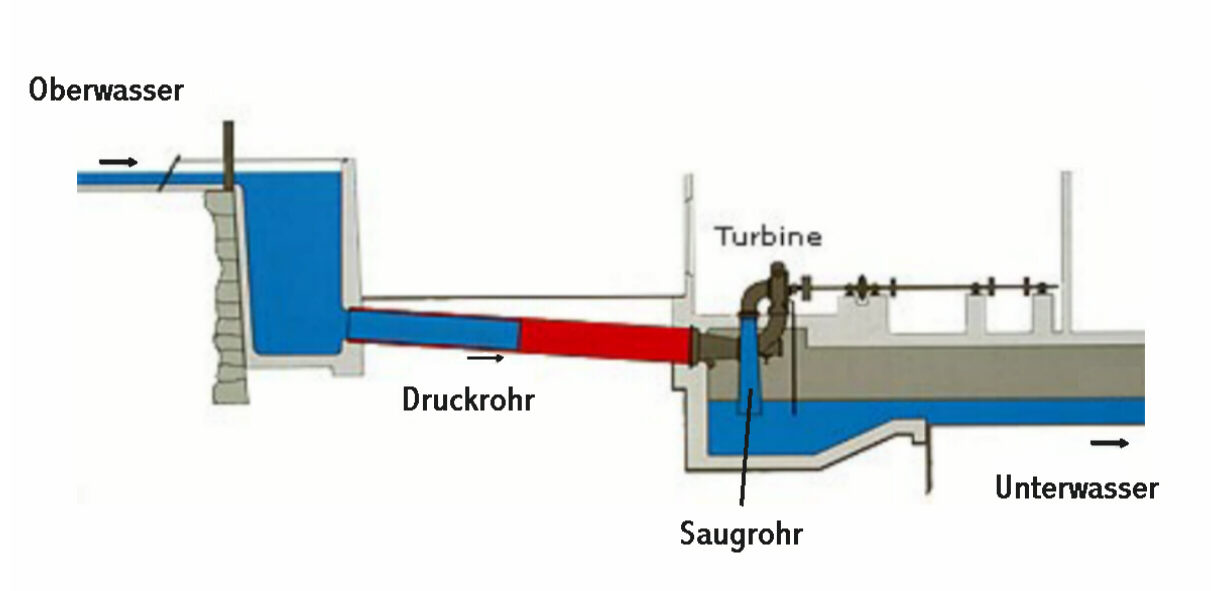
Francis-Turbinenanlage Mönchmühle
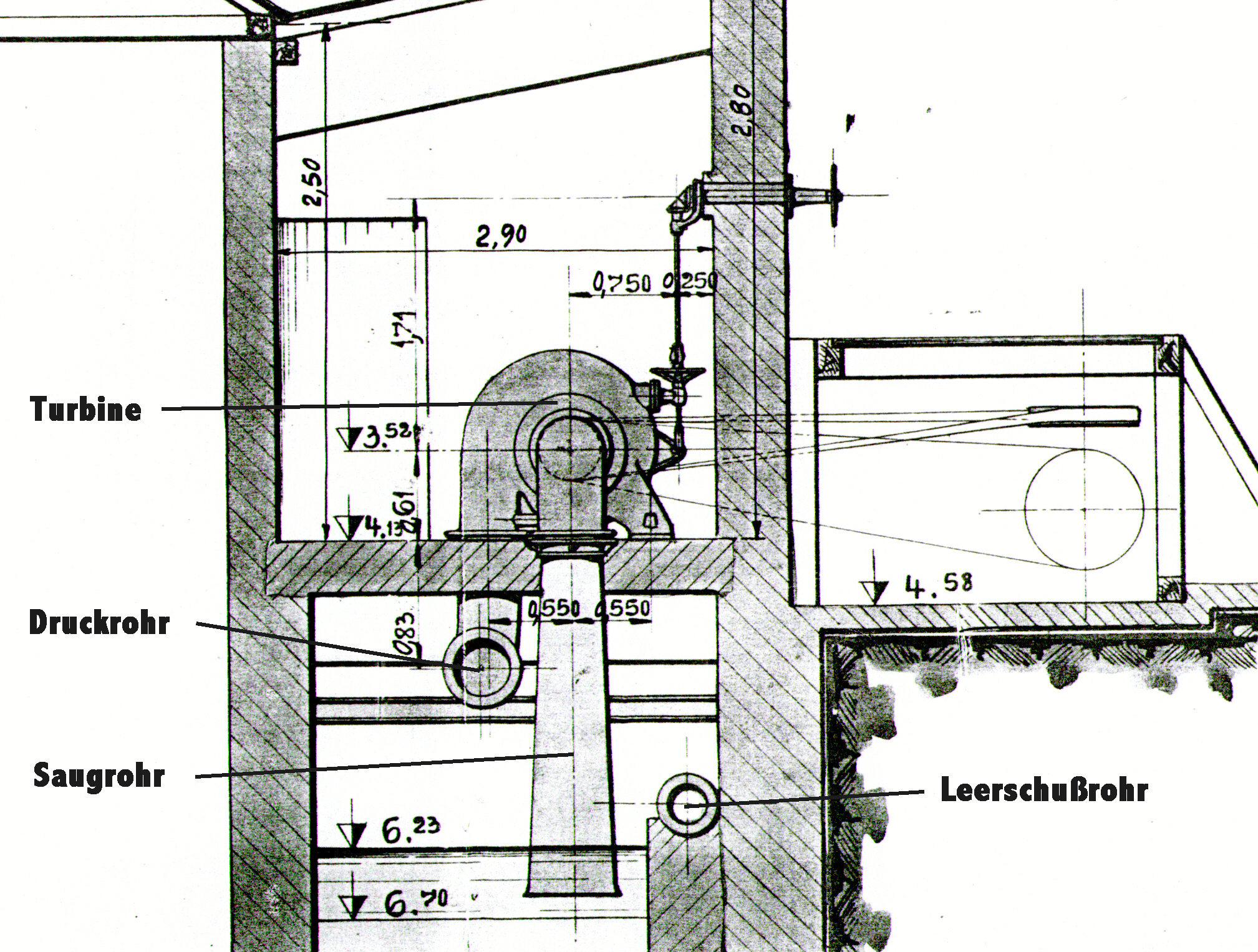
Bauzeichnung von 1925
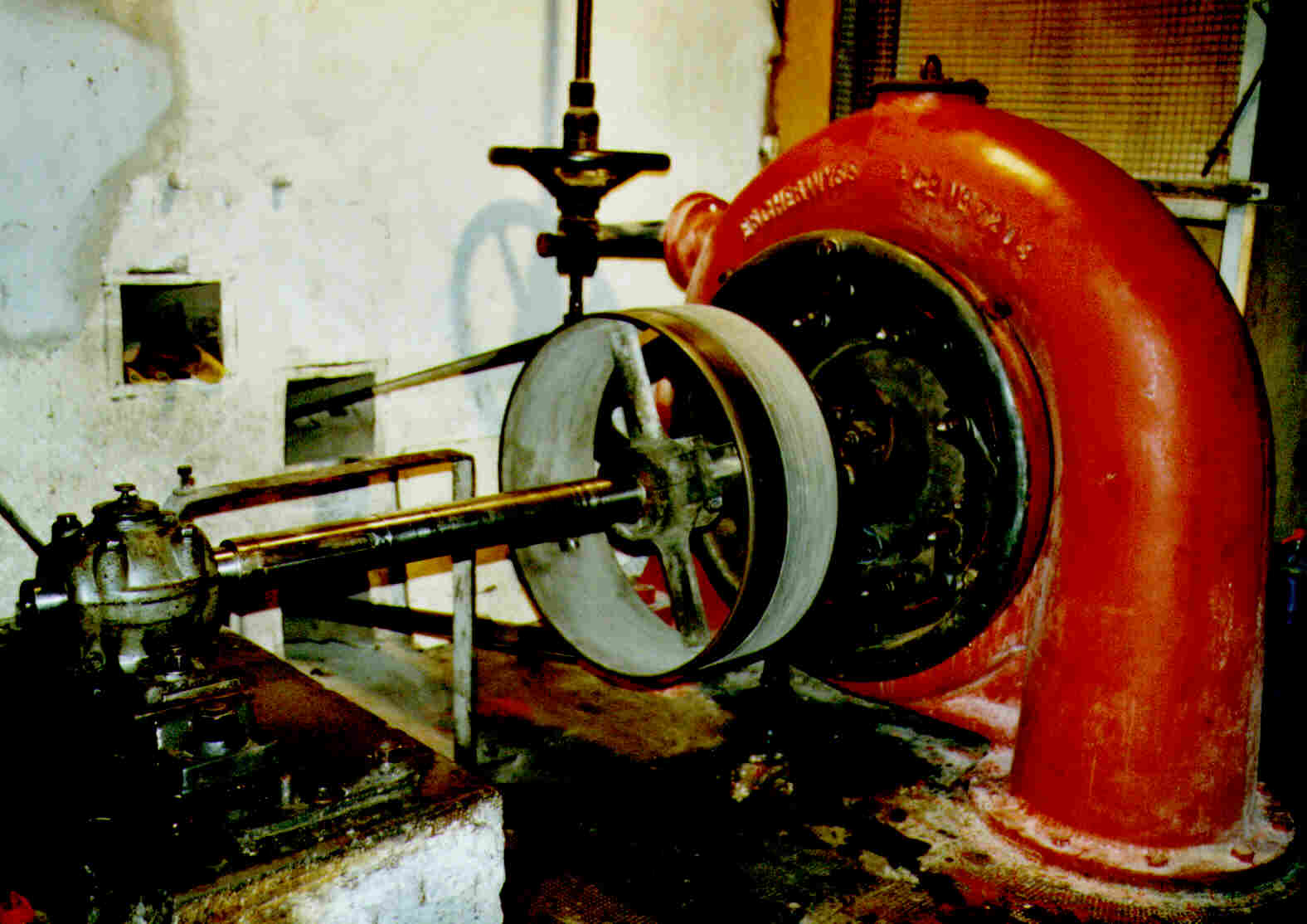
Francisturbine beim Probelauf
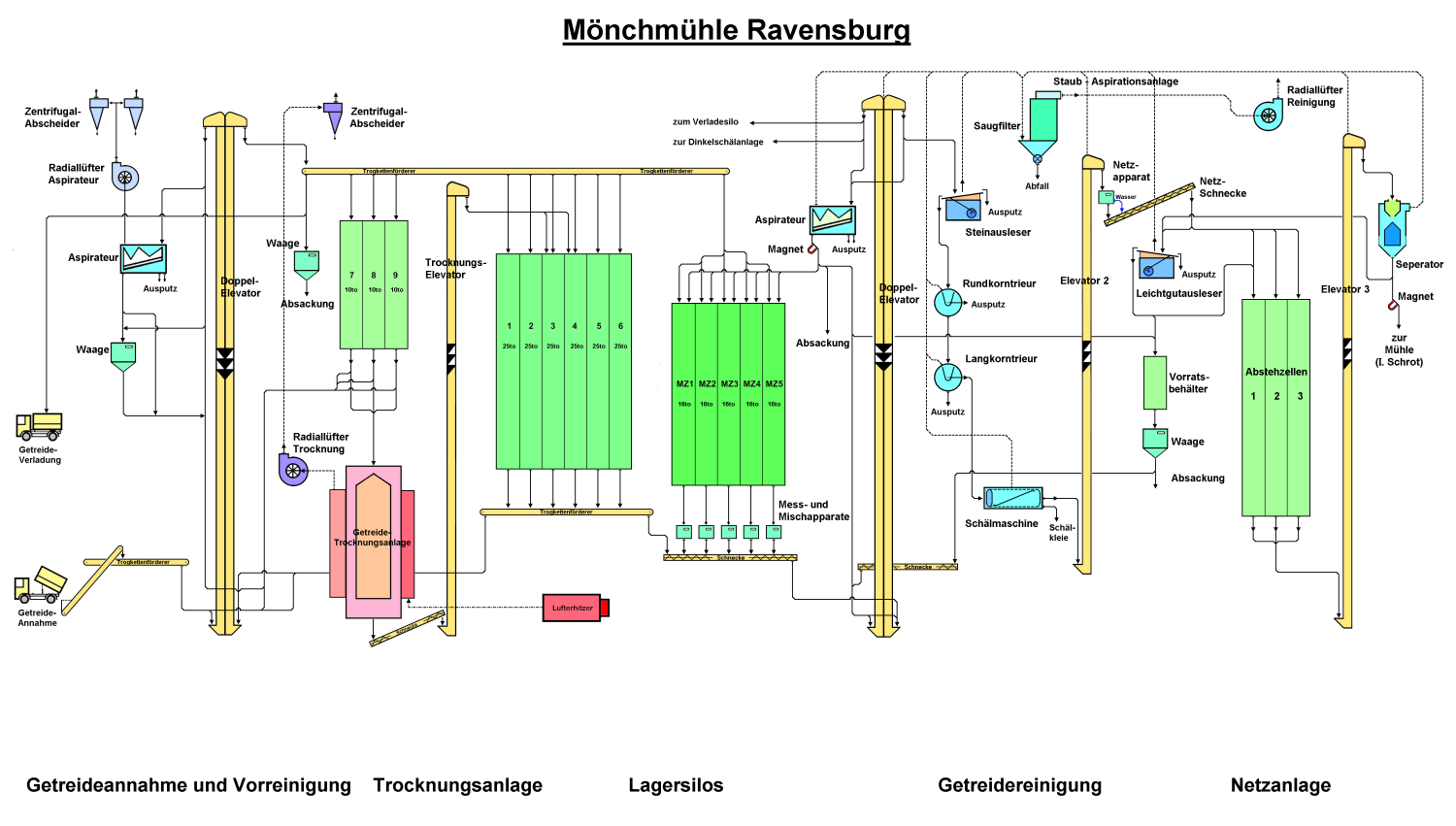
Diagramm der Silo- und Getreidereinigungs-Anlage in der Mönchmühle

## Silo Aulendorf
Im Oktober 2007 wurde durch den Kauf der Getreidesiloanlage Aulendorf (ehemaliges Reichssilo)
die Lagerkapazität für Getreide mehrfach vergrößert. In den dortigen Silos können bis zu 10.000 Tonnen Getreide gelagert werden.
Silos wie die Anlage am Eisenbahnknotenpunkt Aulendorf, wurden in den Jahren 1930–1940 vor dem Zweiten Weltkrieg in nahezu identischer Ausführung in ganz Deutschland in der Nähe großer Städte und an verkehrsgünstigen Plätzen (Wasserwege, Bahnlinien) erbaut.
Konzipiert wurde die Anlage Aulendorf zur Getreideannahme von Eisenbahnwaggons. Um das Be- und Entladen möglichst rationell und schnell durchführen zu können, waren bis 1997 ein Gleisanschluss mit zwei Rangiergleisen, mehreren Weichen und eine Spill-Anlage vorhanden.
Getreide wurde in speziellen Schüttgutwaggons lose angeliefert, aber auch in normalen Güterwaggons in Jutesäcken. In den Jahren nach dem Zweiten Weltkrieg kam eine LKW-Annahme hinzu, sodass Getreide über die Straße angeliefert werden konnte.

Silo-Anlage Aulendorf, Bahnseite
Diagramm der Silo-Anlage in Aulendorf